# شينغو (واكاياما)
مدينة شينغو (بالإنجليزية: Shingū)‏ هي أحد المدن التابعة لمحافظة واكاياما. تأسست رسميًا في 01/10/2005. ويقدر عدد سكانها بـ 32654 نسمة حسب تقدير مكتب الإحصاء الياباني لعام 2012. تبلغ مساحة شينغو 255.43 كم2. بكثافة سكانية تبلغ 128 نسمة/كم2.

## أعلام
- هايكيسوتشي ميتشيو
- ياسويوكي كيشينو
- أكيرا اوكادا
- كينجي ناكاغامي
- هارو ساتو